# 教会 (キリスト教)
キリスト教における教会（きょうかい、ギリシア語: ἐκκλησία、ラテン語: ecclesia、英: church）とは、ギリシャ語の「エクレシア（ἐκκλησία＝国のために召集された集会）」の訳語で、「人々の集い」の意味から転じ、キリスト教においては神の呼びかけで人が集まるという意味(教会の字にある宗教の意味の「教え」は入っていない)となる。この語は「公同の教会」、または単位となる信仰共同体を指す意味で使われ、プロテスタントの教会ではキリスト教会（キリストきょうかい）という呼称・名称もよく使われる。また、「エクレシア」の訳語ではないが、信仰共同体である教会が所有する宗教施設（教会堂）を指す意味および名称として使われる場合もある。

## 名称
キリスト教発生の初期から、「キリストの体（エフェソ 1章23節）」、「キリストの花嫁」、「真理の柱（テモテ一 3章15節）」、「聖霊の神殿（エフェソ 2章20-22節）」などと一般に呼ばれてきた。また教会は、女性としての表現が多かった。

## 聖書からの由来
教会は、新約聖書のコイネー・ギリシア語の名詞「エクレシア（εκκλησία）」に由来する。後期ラテン語訳聖書のヴルガータでは、ecclesia と訳されている。古典ギリシア語において、「エクレシア（エックレーシア）」とは、規則に基づいて召集された市民会議または立法府などの「政治集会」を指していた。しかし、新約聖書などに使われるコイネー・ギリシア語では、ヘブライ語の「宗教会議」を意味する名詞「カーハール」の意味として使用されるようになった。実際に、コイネー・ギリシア語の七十人訳聖書では、カーハールを「エックレーシア」で訳する例が存在する（詩篇 22章22節（マソラ本文）、21章23節（七十人訳））。
このヘブライ語「カーハール」は、七十人訳聖書において名詞「シュナゴーゲー（συναγωγή）」で訳される箇所がある（民数記 16章3節、20章4節）。シュナゴーゲーは、通常にユダヤ教の会堂を意味する（マタイ 4章23節など）。しかし、シュナゴーゲーは、信者の集いとしての意味で使用される例がわずかに残されている（ヤコブの手紙 2章2節）。このことにより、教会という語彙は、シュナゴーゲーとして使用する場合、「信者の集い」と「典礼に使用する建物」と両方の意味を指すことがある。

## 教会の定義

### ニカイア・コンスタンティノポリス信条
キリスト教の中で多くの教派が認めている（特に三位一体の教理を認める）信条の一つにニカイア・コンスタンティノポリス信条（ギリシャ語が原文）というものがある。その中で、「われは一（μία）・聖（'αγία）・公（καθολική）・使徒継承の（または使徒的）（απόστολος）教会を信じ」という箇所がある。これに関する解釈は教派によってさまざまである。
教会が「一つ」というのは、信仰として成り立つ教会は唯一であるということで、これは、エキュメニズムの動機にもなっている。

### 公同の教会・普遍の教会
「公」とは普遍的という意味である。
「使徒継承」に関しては、正教会やカトリック教会のような伝統的な教派と宗教改革以降のプロテスタント教会とで解釈と用語が異なる。前者では、文字通りキリストの弟子である使徒の権威が現在の教会にも継承されているという意味で、特に叙階などの秘跡や聖伝が受け継がれていなければならないとする。正教会の場合、単に歴史的な継承関係の継続にとどまらず、現在他の教会から教会と認められていない集団には使徒継承を認めない。カトリック教会では、「16世紀の宗教改革から生まれたキリスト教共同体（プロテスタント）は叙階の秘跡による使徒的継承をもたず、それゆえ教会を教会たらしめる本質的な要素を欠いているため、これらの教会共同体を（カトリックの教えによれば）固有の意味で『教会』と呼ぶことはできない」としている。
一方、後者のプロテスタント教会では、使徒たちの信仰、特に聖書の信仰が受け継がれていることと解釈する。これは、当時の宗教改革者により、名ばかりの「使徒継承」を謳いながらその内実が変質・腐敗していた当時のカトリック教会より「聖書に記された使徒等と同じ信仰」に生きることこそ「真に使徒的」と主張されたことによる。「使徒的」教会の解釈を、「神からの遣わされた」人々と解釈する場合もある。元牧師でもある八巻正治は自著『聖書とハンディキャップ』の中で「例えば教会生活をとってみても、まことに残念なことに、神様に<霊とまこと>とをもって礼拝を献げるために教会へ来ることが主目的ではなく、それ以外（礼拝後の交わり等の）を目的として教会へ集う人も決して少なくありません。これでは本末転倒です。さらに礼拝式においても、きわめて形式化・形骸化したような、あるいはまた教条主義的・自己満足的なセレモニーが実に多く存在しております。かのルターの宗教改革（恵みのみ・信仰のみ・聖書のみ）は、まさしくこうしたところから生まれた筈なのですが、多くの教会の姿は今日もなお新たなルターが必要とされているかのようです。」と指摘している。 

プロテスタントのうち福音派は使徒継承を認めず、使徒継承の用語も使わないが、エキュメニズムでは認められることがある。ただし、福音派が使徒の信仰の継承を否定しているわけではない。
プロテスタントは、ローマ教会（カトリック教会）の使徒継承の教理に対して「教会のしるし」を確認したが、ルター派（ルーテル教会）と改革派では同一な教会論を持っているわけではない。

### 目に見えない教会と目に見える教会
改革派教会では、キリストの体なる霊的な見えない教会と、地上の可視的、制度的な見える教会があるとする。選ばれた者は信仰を告白して地上の教会に属する。ただし、地上の制度的な教会のうち、本物の教会を教会のしるしで識別する。また、地上の見える教会に属する者の中に、永遠の見えない教会に属さない者がいると考える。

## 教会制度
現在、教派によって認められている教会組織制度は以下に挙げる3つあるいは5つに大別される。

### 監督制
- 西方教会においてはカトリック教会と聖公会（英国国教会）および復古カトリック教会、東方教会においては正教会その他の東方諸教会のように、聖職位階（ヒエラルキア）に秘跡（サクラメント）という信仰的位置づけを認めるもの。

- 秘跡としての意味はないが、監督制という叙任階級を設けるもの。ルーテル教会やメソジスト、救世軍など。

### 長老制
- 監督制のように監督（主教）はないが、長老という役職を設ける長老制。長老派教会、改革派教会など。

### 会衆制
- 監督制や長老制で設ける牧師以外の役職は一切認めない会衆制。会衆派教会やバプテスト。信者が典礼に集う建物を指して教会の語を使う場合もあるが、会衆制の教派はこの意味と区別するために会衆という別称を用いることがある。

### その他

#### 無教会主義
- そもそも、教会（会衆）は一切設けない無教会主義。

#### 世襲制
他に、ネストリウス派など主教に世襲制を設けるものがある。